# Дженифър Донъли
Дженифър Донъли (на английски: Jennifer Donnelly) е американска писателка на юношески и исторически романи, популярна с книгата си „Северно сияние“.

## Биография и творчество

### Ранни години
Донъли е родена на 16 август 1963 г. в Порт Честър, Ню Йорк. Нейните прародители по бащина линия емигрират от Дъблин, Ирландия и се заселват в района на Ню Йорк, където баба ѝ е работила в хотел на езерото Биг Мус, където се развива и действието в романа ѝ „Северно сияние“.
Донъли посещава Университета на Рочестър, където специализира английска литература и европейска история. Завършва с отличие. Учила е и в колежа Бъркбек в Лондон, Англия.

### Кариера
Когато е на 25 години, Донъли се връща в Ню Йорк и заживява в Бруклин. Първата ѝ творба е публикувана през 2002 година: „Humble Pie“ е илюстрована книга, по която е работил признатият илюстратор Стивън Гамел. Същата година публикува и първия си роман, който пише в продължение на десет години. „Чаената роза“ (издадена на български език от изд. Orange Books, 2015) е първа книга от трилогия, чието действие се развива в Източен Лондон през 19 век.
Вторият ѝ роман „Северно сияние“, издаден за първи път във Великобритания през 2003 г., е най-големият ѝ успех. Създаден е по действителни събития и описва убийството на Грейс Браун от 1906 година – убийство, вдъхновило „Американска трагедия“ на Теодор Драйзер, както и последвалата го филмова адаптация от 1951 г. „Място под слънцето“. През 2004 година романът печели медал Карнеги за детска/юношеска литература, публикувана във Великобритания. В САЩ печели награда „Los Angeles Times Book Prize“ за юношеска литература.
Вторият юношески роман на Донъли „Революция“ (издадена на български от изд. Артлайн Студиос, 2014) разказва за две тийнейджърки – едната живееща в наши дни в Бруклин, а другата в Париж по време на Френската революция – чиито истории се преплитат, докато те се опитват да осмислят живота си след трагедиите, които ги сполетяват. Книгата е издадена през октомври 2010.
През 2011 година, възмутена от липсата на категория за книги на „Teen Choice Awards“ на телевизия Фокс, Донъли създава фейсбук група, в която кара младите читатели да пишат на Рупърт Мърдок с апел такава категория да бъде създадена. Това става през 2012 година, но приносът на Донъли не е признат.

### Личен живот
Донъли живее в Ню Йорк със съпруга и дъщеря си.

### Самостоятелни романи
- Humble Pie (2002)
- A Northern Light (2003) – издаден и като „A Gathering Light“, награда „Карнеги“
Северно сияние, изд. „Orange Books“ (2012), прев. Надя Баева
- Revolution (2010)
Революция, изд. „Артлайн Студиос“ (2014), прев. Емил Минчев
- These Shallow Graves (2015)
Тези плитки гробове, изд. „Егмонт България“ (2016), прев. Ирина Денева
- Beauty and the Beast: Lost in a Book (2017)
Красавицата и Звяра: Изгубена в книга, изд. „Егмонт България“ (2017), прев. Лили Христова
- Stepsister (2019)
Доведената сестра, изд., „Orange books“ (2020), прев. Надя Баева

### Серия „Роза“ (Rose)
1. The Tea Rose (2002)
Чаената роза изд. „Orange Books“, (2015), прев. Елена Лорънс
2. The Winter Rose (2006)
Зимната роза изд. „Orange Books“, (2016), прев. Елена Лорънс
3. The Wild Rose (2008)
Дивата роза изд. „Orange Books“, (2016), прев. Елена Лорънс

### Серия „Сага за вода и огън“ (Waterfire Saga)
1. Deep Blue (2014)
В морските дълбини, изд. „Егмонт България“ (2015), прев. Ирина Денева
2. Rogue Wave (2015)
Гибелна вълна, изд. „Егмонт“ (2015), прев. Ирина Денева
3. Dark Tide (2015)
Тъмен прилив, изд. „Егмонт“ (2016), прев. Ирина Денева
4. Sea Spell (2016)
Морска магия, изд. „Егмонт“ (2017), прев. Ирина Денева